# تايلر ألدريدغ
تايلر ألدريدغ (بالإنجليزية: Tyler Aldridge)‏ هو لاعب غولف أمريكي، ولد في 2 سبتمبر 1984 في كالدويل في الولايات المتحدة.

## وصلات خارجية
- تايلر ألدريدغ على موقع رابطة لاعبي الغولف المحترفين (الإنجليزية)
- تايلر ألدريدغ على موقع التصنيف العالمي الرسمي للغولف (الإنجليزية)